# Multiplicação complexa
Em matemática, multiplicação complexa é a teoria das curvas elípticas E que tem um anel de endomorfismo maior que os inteiros; e também a teoria de mais altas dimensões das variedades abelianas A tendo suficientes endomorfismos em um certo sentido preciso (isso aproximadamente significa que a ação sobre o espaço tangente de A é uma soma direta de módulos unidimensionais). Visto de outra forma, contém a teoria de funções elípticas com simetrias extras, como são visíveis quando o retículo de período é o retículo do inteiro de Gauss ou retículo do inteiro de Eisenstein.